# Hrabstwo Champaign (Ohio)
Hrabstwo Champaign (ang. Champaign County) – hrabstwo w stanie Ohio w Stanach Zjednoczonych. Obszar całkowity hrabstwa obejmuje powierzchnię 429,71 mil2 (1 112,94 km²). Według danych z 2010 r. hrabstwo miało 40 097 mieszkańców. Hrabstwo powstało 1 marca 1805 roku.

## Sąsiednie hrabstwa
- Hrabstwo Logan (północ)
- Hrabstwo Union (północny wschód)
- Hrabstwo Madison (południowy wschód)
- Hrabstwo Clark (południe)
- Hrabstwo Miami (południowy zachód)
- Hrabstwo Shelby (północny zachód)

## Miasta
- Urbana

## Wioski
- Rosewood (CDP)
- Christiansburg
- Mechanicsburg
- Mutual
- North Lewisburg
- St. Paris
- Woodstock